# Rott Sándor
Rott Sándor, 1921-ig Rottmann (Pest, 1868. november 27. – Budapest, 1942. december 16.) magyar színész, színházigazgató, forgatókönyvíró.

## Életútja
Miután polgári iskoláit elvégezte, fametsző inas volt, s mellette statisztaként dolgozott az Operaházban. Első szerződése 1891-ben a Folies Caprice-hoz kötötte, ahol egy egész emberöltőt töltött, nagy népszerűségre tett szert és híres partnerével, Steinhardt Gézával Budapest legismertebb művészei közé emelkedett. Vendégszerepelt több ízben Bécsben is és ott is elsőrangú komikusnak bizonyult. Leghíresebb szerepe a Klabriász-parti kibice volt, mellyel sokszor megnevettette a publikumot. 
Tíz éven át önálló színigazgató volt a fővárosban, 1918–1927 között Steinhardttal együtt vezette a Kis Komédia nevű mulatót. Ezt a Tanácsköztársaság idején államosították, pénzét így elveszítette és Siófokon húzódott meg családjával. 1927-ben a Fővárosi Operett Színházban az Ábris rózsájában nagy sikert aratott. 1928. szeptember 3-tól állandó vendég volt az Andrássy úti Színházban, ahol Zilahy Lajos Pelikán című kis darabjában új oldalról mutatkozott be: tragikus szerepet játszott és ezzel is frappáns sikert ért el. 
1935-ig turnézott német nyelvterületen és a szomszédos országokban is. 1935 és 1939 között a Komédia művésze volt, majd ezután csak az OMIKE színpadán engedték fellépni. Halálát szívkoszorúér-elzáródás okozta.

## Családja
Szülei Rottmann Adolf (1821–1908) szabómester és Silbermann Katalin (1835–1916). 1910. május 31-én Budapesten, a Terézvárosban feleségül vette Türk Berta énekesnőt. Fiai Rott Ferenc táncos-színész, táncoktató és Rott István építészmérnök.

## Filmszerepei

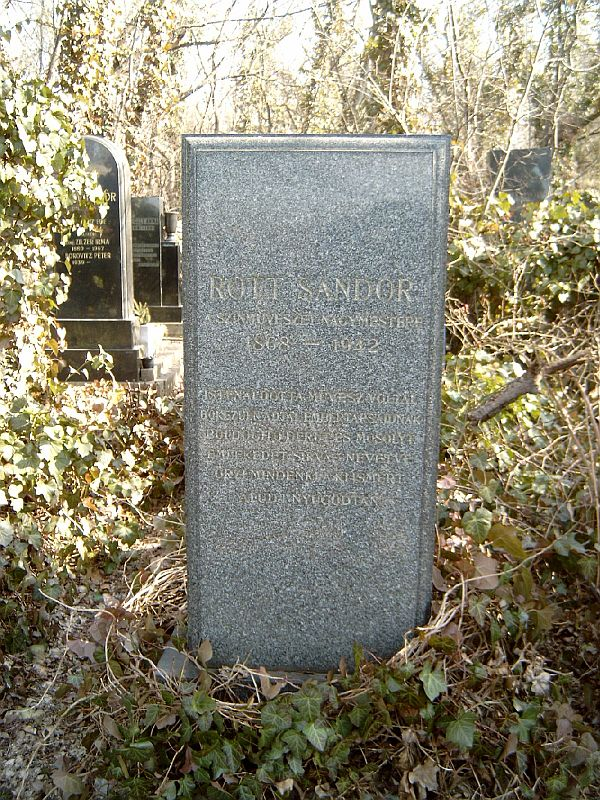
Sírja Budapesten, a Kozma utcai izraelita temetőben (17-1-17.)

- A suszterherceg (1914) – Kóbi suszterinas / Kóbiusz, Mezopotámia királya
- Az újszülött apa (1916) – a szolga
- Jobb erkölcsöket! (1916) – kikapós férj
- Ne csalj meg, édes!
- Az erkölcsliga (1918)
- Az önkéntes tűzoltó (1918)

## Forgatókönyvei
- A suszterherceg (1914)
- Jobb erkölcsöket! (1916)

## Ötlet
- Az önkéntes tűzoltó (1918)

## Könyve
- A "Kis-Rott"-ról; bev. Zilahy Lajos; Kis Ny., Budapest, 1941